# Palmiskenea plana
Palmiskenea plana är en mossdjursart som först beskrevs av Walter Douglas Hincks 1888.  Palmiskenea plana ingår i släktet Palmiskenea och familjen Bryocryptellidae. Inga underarter finns listade i Catalogue of Life.